# Endrunde der Deutschen Mannschaftsmeisterschaft im Schach 1966
Die Endrunde der Deutschen Mannschaftsmeisterschaft im Schach 1966 fand vom 18. bis 20. November 1966 in Frankfurt am Main statt.
Der SC Bamberg, Königsspringer Frankfurt, die SG Porz und der SV Wilmersdorf traten im Finale der Westdeutschen Mannschaftsmeisterschaft 1966 an, das als  Rundenturnier ausgetragen wurde.

## Ergebnis der Endrunde
| Platz | Verein                      | Punkte |
| 1     | SC Bamberg                  | 15,0   |
| 2     | SG Porz                     | 14,0   |
| 3     | SK Königsspringer Frankfurt | 11,0   |
| 4     | SV Wilmersdorf              | 8,0    |
| ----- | --------------------------- | ------ |

## Die vier Vorrunden
Die Königsspringer hatten in der Stuttgarter Vorrunde den Münchener SC 1836 aus dem Rennen geworfen. Sie erzielten mit Klaus Darga, Egon Joppen, Hans Besser, Gerhard Fahnenschmidt und anderen Spielern insgesamt 19 Punkte aus 24 Partien. Auf Platz 3 und 4 folgten SV Stuttgart und SK 1912 Ludwigshafen.
In Hamburg wurde der SK Palamedes vom SV Wilmersdorf auf den zweiten Platz gedrängt.
Der SC Bamberg qualifizierte sich als Gastgeber gegen den Heidelberger SK 1879, die Stuttgarter SF 07 und den SC Saarlouis-Roden.
Die SG Porz hatte sich gegen den Hannoverschen SK von 1876, die Essener SG 04 und den SK Bremen-Ost durchgesetzt.